# Кармановский (участок)
Кармановский — упразднённый участок Зиминского района Иркутской области. Входил в состав Новолетниковского сельского поселения. Упразднен в 2004 г.

## История
Участок Кармановский был основан во второй половине 1940-х Химлесхозом, в простонародье его называли «Кармановской подсочкой». Жители Кармановского занимались сбором живицы. На участке насчитывалось примерно 20 строений, функционировал магазин. Электричества в населённом пункте не было. С окончанием сбора живицы участок перешёл во владения лесхоза. Позднее совхозом «Зиминский» там была открыта конеферма. В 1996 г. в результате лесных пожаров участок почти полностью сгорел, большинство жителей покинули населённый пункт.
Указом губернатора Иркутской области в 2004 г. населённый пункт был официально упразднён по причине отсутствия постоянного населения, имущества граждан и каких-либо оснований для восстановления в ближайшие годы.

## Население
По данным переписи 2002 года на участке отсутствовало постоянное население.